# Hampus Anderberg
Hampus Anderberg (Halmstad, Comtat de Halland, 25 de maig de 1996) és un ciclista suec, professional des de l'any 2016. Actualment corre a l'equip T.Palm-Pôle Continental Wallon.

## Palmarès
- 2014
  -  Campió de Suècia júnior en contrarellotge
- 2015
  -  Campió de Suècia sub-23 en contrarellotge